# معركة جبل أقري
معركة جبل أقري هي معركة وقعت سنة 1956 مباشرة بعد الاستقلال في الجنوب الشرقي التونسي بين مجموعة من المقاومين الرّافضين لإتفاقيات الحكم الدّاخلي المرابطين بجبال تطاوين وقوات الجيش الفرنسي مدعومة بقوات المخزن وميليشيات الرّئيس الحبيب بورقيبة التي تحمل اسم لجان الرّعاية، ويتّفق المقامون الرافضون لإتفاقيات الحكم الدّاخلي مع موقف الزّعيم صالح بن يوسف.

## نبذة تاريخية
شهدت جبال الجنوب الشّرقيّ مع بداية شهر مارس 1956 سلسلة من المعارك التي كانت تجري في شكل ملاحقات ومطاردات من المستعمر الفرنسي لجيوب المقاومة التي ارتفع نسقها منذ عودة المقاومين للجبال إثر ما عرف باتفاقيات الحكم الدّاخلي. وقد توافد المقاومون على الجبال الواقعة على تخوم ذهيبه ورمادة وتطاوين وغمراسن وبني خداش في ما يعرف بسلسلة جبال الظّاهر التّونسيّ والجبل الأبيض. وقعت هذه المعارك على شكل ما يعرف بـحرب العصابات واختلفت نتائجها من معركة إلى أخرى وتعتبر معركتا آقري وغار الجاني اللّتان وقعتا يوم 29 ماي 1956 و1 جوان 1956 أهمّ معركتين سجّلتا بجهة تطاوين إذ أنّهما حدثتا بعد أكثر من شهر من إعلان الاستقلال يوم 20 مارس 1956 وشهدتا مشاركة القوميّة والمخازنيّة والحرس المتجوّل ولجان الرّعاية بمشاركة متعمّدة وصريحة من حكومة الاستقلال بقيادة الحبيب بورقيبه.
1. معركة اُخْشِيمْ الكلب ببني خداش 11 مارس 1956: (جرح 3 من بنقردان عمر بن بلقاسم العنتير وعمر الشّريف وعمار بن محمد بوبنيه).
2. معركة العشرات ببني خداش 13 مارس 1956: (بجبال أولاد مهدي شرقيّ بني خداش). 3- 7 جرحى و6 شهداء.
3. معركة غار الجاني الأولى 14 مارس 1956: (بين غمراسن وبني خداش قرب قصر أولاد مهدي). (8 جرحى وقع إعدامهم جميعا)
4. معركة واربجيبن بتطاوين 14 مارس 1956 : (يقع الجبل جنوب البلدة بحوالي 8 كم) (شهيد واحد)
5. معركة مورو تطاوين 15 مارس 1956: (3 شهداء)
6. معركة شعبة الشّيخ حمزه بقرماسة 16 مارس 1956: (بدون خسائر)
7. معركة مُقرْ ومسالخ بني خداش 17-18 مارس 1956: (3 شهداء)
8. معركة وادي الحلوف وأمنيط 17 مارس 1956(10شهداء)
9. معركة انكيم ومسالخ الثّانية بني خداش 18 مارس 1956: (15 شهيدا)
10. معركة سيدي سطوط بني خداش 18 مارس 1956: (4 شهداء)
11. معركة الحشانة والبرازليّة 8 أفريل 1956 جنوب بني خداش: (شهيد واحد وجريحان)
12. معارك شعبة مسلّم 06 أفريل 1956 (قرب نكريف بجهة رماده): (أسر 12 مقاوما وتحويلهم إلى السجن المدني بقابس لم يطلق سراحهم إلا بعد انتهاء معارك آقري وغار الجاني بعد محاكمتهم.
13. معركة شعبة تونس 24 أفريل 1956: لم يرد ذكر لسقوط قتلى أو جرحى من الجانبين في هذه المعركة.
14. معركة سيدي حمد بن امحمّد يوم 27 أفريل 1956 (3 جرحي وشهيد واحد)

من كمائن المقاومة يوم 23 ماي:
- كمين بمنطقة قصر أولاد دبّاب بقيادة عمر بوفلغه وقد ورد في الوثائق التي وجدت لدى العجمي المدّوّر اثر اعتقاله أنّ العمليّة أسفرت عن مقتل 10 من الجنود الفرنسيين ومن معهم وجرح 50 منهم.
- كمين بئر القبّة على طريق مدنين: تحت قيادة امحمد بن نصر الخرشاني وتتالف المجموعة من الحسين المرابطيني وعلي وضو من التّوازين والمبروك من مشيخة الزّرقان وانا (محمّد بن مسعود المبعوج) وقد ذكر العجمي المدّوّر في وثائقه سقوط 3 قتلى من الجيش الفرنسي وجرح خمسة منهم

## معركتي «غار الجاني» و «أغري»
يقع جبل آقري في سلسلة جبال الظّاهر التّونسيّ في النّاحية الغربيّة لقرية شننّي وهي قرية جبليّة تسكنها قبيلة عريقة من الأمازيغ يعرفون باسم أهل شنّني يرتفع جبل آقري عن سطح البحر بحوالي 400 متر ويتكوّن من جزأين على شكل زاوية ينفتح ذراعاها شمالا، تتوسّطمها شعبة عميقة.. وفي أعلى الجبل مغارات واسعة عميقة يتّخذها الرّعاة مقيلا لهم ولأغنامهم وفي المنحدرات على سفح الجبل حجارة عظيمة انفصلت من الكويستا على مرّ السّنين بفعل عوامل الطّبيعة المختلفة. تؤدّي للجبل مسالك وعرة وملتوية عبر الشّعاب يجد السّالك مشقّة كبيرة في الوصول إليها ولا تُدرك قمّة الجبل لغير الرّاجلين إلا عبر منفذين بعيدين يمرّ الأوّل عبر جبال قرماسه ويقع الثّاني من جهة الجنوب عبر شعبة جبال قرماسة ; العميقة من خلال مسلك يصل أسفل الوادي بقمّة السّلسلة الجبليّة المسطّحة على امتداد جبال الظّاهر التّونسي من مطماطه ودمّر غربا إلى جبال نفوسه اللّيبية جنوبا.
تَنَادى الثّوّار للتّجمّع في شعبة جبل آقري ومغاراته واستمرّ توافدهم من التّراب اللّيبي ومن مختلف بوادي تطاوين ومن جهات مختلفة من الجنوب الشّرقي وقد اختلف في عددهم الّذي يتراوح بين 300 و700 ثائر. بدأ توافد البعض من المقاومين في مجموعات و;عصابات; تحت إمرة قيادات محليّة. وتعدّ أكبر مجموعة من المقاومين الوافدين على آقري تلك التي قادها العجمي المدّوّر قادما من التّراب اللّيبيّ والّتي قوامها 70 رجلا بحسب شهادته

### معركة غار الجّاني
حين حمي وطيس المعركة وعرف المقاومون أن لا قبل لهم بمقارعة عدوّ مدجّج بالسّلاح تفرقت الجموع في كلّ اتّجاه غير أنّ النّاصر المدني الّذي أحسّ بثقل المسؤوليّة حاول إرشاد من تجمّع معه من الثّوّار وأمرهم بالتّوزّع في مجموعات ذات 20 أو 30 نفرا في كلّ واحدة ورافقه إلى غار الجّاني بين 30 أو 40 رجلا 1 حاصرتهم الطّائرات والمدافع وأفنتهم عن آخرهم 2، ولم ينج منهم بحسب أغلب الرّوايات غير بلقاسم السّديري 3 الّذي شارك في المعركة مع بقيّة رفاقه وهو الوحيد الذي ألقي عليه القبض وسجن بثكنة تطاوين بعد أن وقع استنطاقه ثمّ غادر السّجن مع من سرّحهم بورقيبه بمناسبة زيارته لتطاوين يوم 18 جوان 1956.

## حصاد المعركتين
كانت حصيلة معركتي آقري وغار الجّاني ثقيلة على المقاومين وقد اختلف في ضبط عدد الشّهداء فذكر الشّاعر امحمّد بن الشّفيع الأطرش ستين شهيدا إلى جانب الأسرى والمفقودين بينما قدّر العجمي المدّوّر في مذكّراته حصيلة المعركة بـ 100 شهيد و120 أسيرا و100 مفقودين. وقد أفادنا أحد المهتمّين بالتّاريخ المحليّ لمنطقة تطاوين أنه زار موقع المعركة منذ بداية التّسعينات وأنّه التقى إبراهيم الحدّاد المصّور الفوتغرافي الوحيد بتطاوين وذكر له أنّه دعي إثر المعركة لتصوير جثث القتلى وأحصى في اليوم الأوّل 65 قتيلا وفي اليوم الثّاني أكثر من 25 وأنّه سلّم الصور كلها للسّلط المحليّة بتطاوين. كما اختلف في عدد من استشهد في كلّ معركة على حده، وقدأمكن لنا جمع عدد من أسماء الشّهداء اعتمادا على شهادات بعض رموز القبائل أمثال: الهوش السّديري من قبيلة العمارنة وأحمد بن عثمان عن الزّرقان وأحمد بن عمران عن الذّهيبات والحاج علي العبار عن الحميديّة والحاج عبد الحميد الكرشاوي عن الكراشوه وخليفه الحوّات عن سدره والشّيباني بن نصر عن أولاد شهيده وأحصينا 72 شهيدا و3 مفقودين. كما جرح منهم 17 انتقلوا إلى التّراب اللّيبيّ وتمّت معالجتهم عن طريق عبد الله الحدّاد. وجاء خبر بجريدة الصّباح 4 التّونسيّة بصفحتها الدّاخليّة تحت عنوانعمليّة مطاردة المقاومين أنّ المعركة أسفرت من جانب المقاومين عن مقتل 53 شخصا وجرح 11 وأسر رئيس العصابة المدعوّ العجمي المدّوّر وحجز 60 قطعة من السّلاح من بينها 43 بندقيّة حربيّة و3 مسدّسات
رشّاشة ومسدّس أوتوماتيكي وكمّيّة من الذّخيرة الحربيّة. ومن جانب أعوان المخزن التّونسيّين فقد أسفرت المواجهات عن مقتل إثنين وجرح آخر. بلغ العدد الجمليّ للأسرى في هذه المعركة 125 أطلق بورقيبه منهم يوم زيارته لتطاوين 111 بينما احتفظ بـ 14 سجينا منهم واستمرّ اعتقالهم بالسّجن المدني بتطاوين إلى يوم 30 أوت 1956 (أكثر من شهرين) دون محاكمة ثمّ نقلوا إلى العاصمة بحسب ما ذكره تقرير استخباراتي فرنسي بتاريخ 4 سبتمر 1956.

## النتائج
تواترت الرّوايات الشّفوّية حول قيام بعض الضبّاط الفرنسيّين بإعدام مجموعة من المقاومين فوق جبل آقري رميا بالرّصاص ومن بينهم الشّهيد سعيد بن عبد الله بن علي التّونكتي وجاء في شهادة المناضل أحمد بن عمران (من ذهيبه) عن ظروف اعتقاله إثر المعركة مع مجموعة من رفاقه وأوقفوهم في صفّ واحد على حافّة الجبل وفي مقدّمتهم محمّد بن عبد اللّه العامري، وبعد استفساره عن سبب مشاركته في المعركة، صبّوا عليه جام غضبهم وشرعوا في رميه بالرافال حتى سقط شهيدا في سفح الجبل وساقنا إلى مكان آخر وجدنا به مجموعة أخرى من الأسرى مكتوفي الأيدي. أقمنا ليلتنا معهم وتمّ تكتيفنا مثلهم.. وفي الصباح وأخذوا معهم 3 أسرى: المبروك بالشّيخ قائد مجموعة ذهيبه وأسير زرقاني وآخر حميدي، وفهمت من خلال حديثهم الّذي ترجمه لي ضيف الله بن عون أنّه سيقع إعدامهم وهو ما تمّ فعلا...&quot; وفي نفس السّياق جاءت شهادة المخازني محمّد بن سعيد بن عمر بوعجيلة الّذي ذكر فيها أنّ من بين المقاومين من أعدموا فوق الجبل ومنهم من ضرب بالحجر على رأسه حتّى الموت. وذكر لنا السّيّد ضو الذّيب وهو أحد المهتمين بالتاريخ المحليّ لجهة تطاوين أنّ موظفا بمكتب الأمور الأهليّة بتطاوين من أبناء الجهة برتبة مترجم، وقد تحفّظ عن اسمه، رافق الضّبّاط الفرنسيّين يوم المعركة وأنّ أغلب المقاومين لم يموتوا بقصف الطّائرات والمدافع فقط بل كان أكثرهم من الجرحى وأنّ فرقة من الجيش الصّحراوي من المرتزقة المغاربة قاموا بإعدام كل الجرحى.

## شهداء لم يدفنوا
تمزّقت أجساد الكثيرين من شهداء آقري أشلاء في المغاور وبين الحجارة ووسط الشّعاب وخيّم على الجهة أيام المعركة حزن شديد وأقيمت المنادب والمآتم في كلّ مكان ولم يكن مسموحا لأحد من ذوي الشّهداء السّؤال عنهم أو التّعرّف عليهم أو حتّى دفنهم فبقي أغلبهم حيث قتلوا تنهش الذّئاب أجسادهم غير أنّ البعض من ذوي الشّهداء تخلّصوا من الخوف وتحوّل البعض لدفن موتاهم من ذلك أنّ الثّائر سعد بن حسن بوشناق تنقّل لأرض المعركة ودفن خاله القائد أحمد بن عبد الله لزرق كما ذكر الشّاهد أحمد الغديري أنّ شيخ شننّي طلب من الأهالي التطوّع لدفن شهداء آقري بعد يومين من المعركة وردم من عثر عليهم من الشّهداء حيث وجدوا تحت الحجارة أو داخل المغارات في أنحاء مختلفة من جبل آقري، ويؤكّد هذه الرّواية سعيد بن سالم العلوي وهو أصيل شننّي الّذي قال في شهادته أنّ شيخ شننّي طلب من الأهالي بعد يومين من حدوث المعركة أن يساعدوا في دفن الموتى وأنّ من بين من شاركوا في عمليّة الدّفن ثلاثة مازالوا على قيد الحياة (عند تسجيل الشّهادة) وهم محمّد التّميمي والهادي نافع وعمر بن الشّيباني، وعند التحرّي ثبت أنّ الهادي نافع لم يكن معهم وقال إنه كان وقتها بتونس العاصمة. وقد ذكر لنا الشّاهد المختار بوفنينه أنّه تحوّل إلى جبل آقري بعد أشهر من وقوع المعركة بحثا عمّا بقي من جثّة عمّه الشّهيد علي بوفنينة فلم يجد غير أكوام من العظام وقطعا من الملابس الممزّقة التي صهدتها حرارة الشّمس وأنّه تعرّف على بقايا عظام عمّه بوجود حرز (تميمة) كانت أمّه قد علّقته في رقبته لتقيه سموم الزّواحف كما ذكر أنّ العظام كانت متناثرة بعد أن أكلت السّباع كلّ لحمها. ولكنّ الكثيرين من عائلات الشّهداء اضطرّوا للصّمت وتحمل المصيبة بجلد خوفا من بطش سلطة بورقيبه وأنصاره، وبقيت عظام القتلى منتشرة لم يجمع بعضها إلا مع بداية ثورة 2011 من قبل أطراف من المجتمع المدني. كما أفاد المناضل أحمد بن عثمان في شهادته أنّه تقدّم بمطالب كثيرة لجمع رفات شهداء آقري سواء في عهد بورقيبه أو عهد من خلفه وقوبلت طلباته بالرّفض.

## وصلات خارجية
- وثائقي حول معركة أقري عرض على قناة M Tunisia